# Свічанка
Свічанка — річка в Білорусі у Сєнненському, Чашницькому й Бешенковицькому районах Вітебської області. Права притока річки Улли (басейн Балтійського моря).

## Опис
Довжина річки 84 км, похил річки 0,7 %, площа басейну водозбору 551 км², середньорічний стік 3,5 м³/с. Формується притоками та безіменними струмками.

## Розташування
Бере початок із озера Велике Святе за 1,6 км на сході від села Замошша. Тече переважно на північний захід і на південно-східній околиці села Дибалі впадає в річку Уллу, ліву притоку річки Західної Двіни.
Населені пункти вздовж берегової смуги: Уляновичі, Рудниця, Блажевщина, Вятеро, Вятни, Хотлино, Малиновщина, Горивець, Селище, Аскерщина, Косаревщина, Свіча, Слобідка, Стрижево, Броди.
У басейні річки лежать озера: Мале Святе, Боярське, Хоцькавське, Глибочина, Запольське, Чорне, Рибаківське, Свячанське, Новосельське та інші.